# Kyro
 (janvier 2019).
Kyro est un processeur graphique développé par ST Microelectronics au début des années 2000.

## Caractéristiques techniques
- Fréquence d'horloge du processeur : 270 MHz.
- Interface mémoire : de 16 à 64 Mo en 128 bits.
- Jusqu'à 8 textures différentes pour une même surface.
- Résolution maximale : 1920x1440 pixels à 60 Hz.
- Internal True Color : le mélange des textures est calculé sur 32 bits même si l'affichage est configuré en 16 bits.
- Anti-Aliasing : x2 et x4.
- Bus : AGP 2-4x ou PCI
- API prises en charge : DirectX 7 et OpenGL

## Sources
Datasheet du processeur graphique Kyro.